# 基什瓦沙尔海伊
基什瓦沙尔海伊，是匈牙利佐洛州所辖的一个村，总面积4.35平方公里，总人口55，人口密度12.6人/平方公里（2010年1月1日）。